# Ossaea robusta
Ossaea robusta är en tvåhjärtbladig växtart som först beskrevs av José Jéronimo Triana, och fick sitt nu gällande namn av Célestin Alfred Cogniaux. Ossaea robusta ingår i släktet Ossaea och familjen Melastomataceae. Inga underarter finns listade i Catalogue of Life.